# Liudaogou (köpinghuvudort i Kina, Jilin Sheng, lat 41,61, long 126,25)
Liudaogou är en köpinghuvudort i Kina. Den ligger i provinsen Jilin, i den nordöstra delen av landet, omkring 270 kilometer söder om provinshuvudstaden Changchun. Antalet invånare är 19 170. Befolkningen består av 9 206 kvinnor och 9 964 män. Barn under 15 år utgör 9,0 %, vuxna 15-64 år 82 %, och äldre över 65 år 8,0 %.
Runt Liudaogou är det ganska tätbefolkat, med 67 invånare per kvadratkilometer. Liudaogou är det största samhället i trakten. I omgivningarna runt Liudaogou växer i huvudsak blandskog.
Genomsnittlig årsnederbörd är 1 123 millimeter. Den regnigaste månaden är juli, med i genomsnitt 335 mm nederbörd, och den torraste är januari, med 11 mm nederbörd.